# Migliori prestazioni europee nei 1500 metri piani
La lista delle migliori prestazioni europee nei 1500 metri piani, aggiornata periodicamente dalla World Athletics, raccoglie i migliori risultati di tutti i tempi degli atleti europei nella specialità dei 1500 metri piani.

## Maschili outdoor

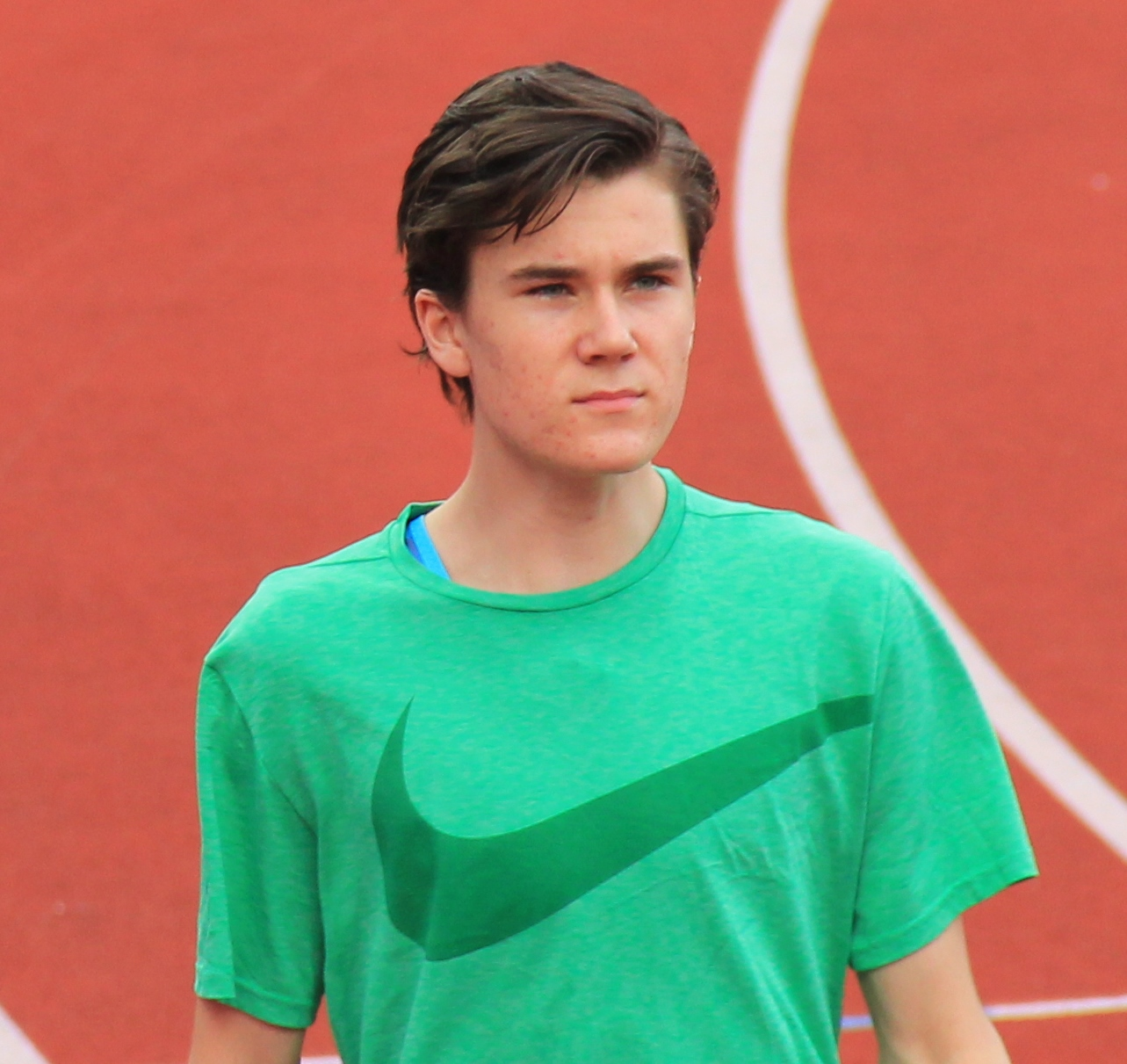
Jakob Ingebrigtsen, detentore del record europeo outdoor e europeo e mondiale indoor dei 1500 m

Statistiche aggiornate al 15 luglio 2023.
|     | Tempo   | Atleta             | Luogo     | Data             |
| --- | ------- | ------------------ | --------- | ---------------- |
| 1.  | 3'27"14 | Jakob Ingebrigtsen | Chorzów   | 16 luglio 2023   |
| 2.  | 3'28"76 | Mohamed Katir      | Monaco    | 9 luglio 2021    |
| 3.  | 3'28"81 | Mo Farah           | Monaco    | 19 luglio 2013   |
| 4.  | 3'28"95 | Fermín Cacho       | Zurigo    | 13 agosto 1997   |
| 5.  | 3'28"98 | Mehdi Baala        | Bruxelles | 5 settembre 2003 |
| 6.  | 3'29"05 | Josh Kerr          | Tokyo     | 7 agosto 2021    |
| 7.  | 3'29"18 | Mario García       | Oslo      | 15 giugno 2023   |
| 8.  | 3'29"23 | Jake Wightman      | Eugene    | 19 luglio 2022   |
| 9.  | 3'29"26 | Azeddine Habz      | Oslo      | 15 giugno 2023   |
| 10. | 3'29"47 | Narve Gilje Nordås | Oslo      | 15 giugno 2023   |

## Femminili outdoor

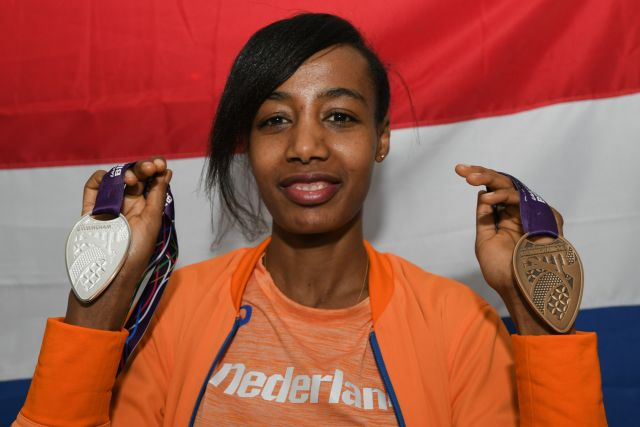
Sifan Hassan, detentrice del record europeo dei 1500 m

Statistiche aggiornate al 15 giugno 2022.
|     | Tempo   | Atleta              | Luogo     | Data             |
| --- | ------- | ------------------- | --------- | ---------------- |
| 1.  | 3'51"95 | Sifan Hassan        | Doha      | 5 ottobre 2019   |
| 2.  | 3'52"47 | Tat'jana Kazankina  | Zurigo    | 13 agosto 1980   |
| 3.  | 3'53"96 | Paula Ivan          | Seul      | 1º ottobre 1988  |
| 4.  | 3'54"23 | Ol'ga Dvirna        | Kiev      | 27 luglio 1982   |
| 5.  | 3'54"50 | Laura Muir          | Tokyo     | 6 agosto 2021    |
| 6.  | 3'55"33 | Süreyya Ayhan       | Bruxelles | 5 settembre 2003 |
| 7.  | 3'55"68 | Julija Fomenko      | Parigi    | 8 luglio 2006    |
| 8.  | 3'56"14 | Zamira Zaytseva     | Kiev      | 27 luglio 1982   |
| 9.  | 3'56"43 | Elena Soboleva      | Parigi    | 8 luglio 2006    |
| 10. | 3'56"50 | Tetyana Pozdnyakova | Kiev      | 27 luglio 1982   |

## Maschili indoor
Statistiche aggiornate al 25 febbraio 2023.
|     | Tempo   | Atleta             | Luogo      | Data             |
| --- | ------- | ------------------ | ---------- | ---------------- |
| 1.  | 3'30"60 | Jakob Ingebrigtsen | Liévin     | 17 febbraio 2022 |
| 2.  | 3'32"48 | Neil Gourley       | Birmingham | 25 febbraio 2023 |
| 3.  | 3'32"86 | Josh Kerr          | Boston     | 27 febbraio 2022 |
| 4.  | 3'33"28 | Adel Mechaal       | Birmingham | 25 febbraio 2023 |
| 5.  | 3'33"32 | Andrés Manuel Díaz | Atene      | 24 febbraio 1999 |
| 6.  | 3'33"49 | Andrew Coscoran    | Birmingham | 25 febbraio 2023 |
| 7.  | 3'33"99 | Ivan Keshko        | Karlsruhe  | 13 febbraio 2005 |
| 8.  | 3'34"13 | Homiyu Tesfaye     | Stoccolma  | 19 febbraio 2015 |
| 9.  | 3'34"20 | Peter Elliott      | Siviglia   | 27 febbraio 1990 |
| 10. | 3'34"32 | Mohamed Katir      | Madrid     | 22 febbraio 2023 |

## Femminili indoor

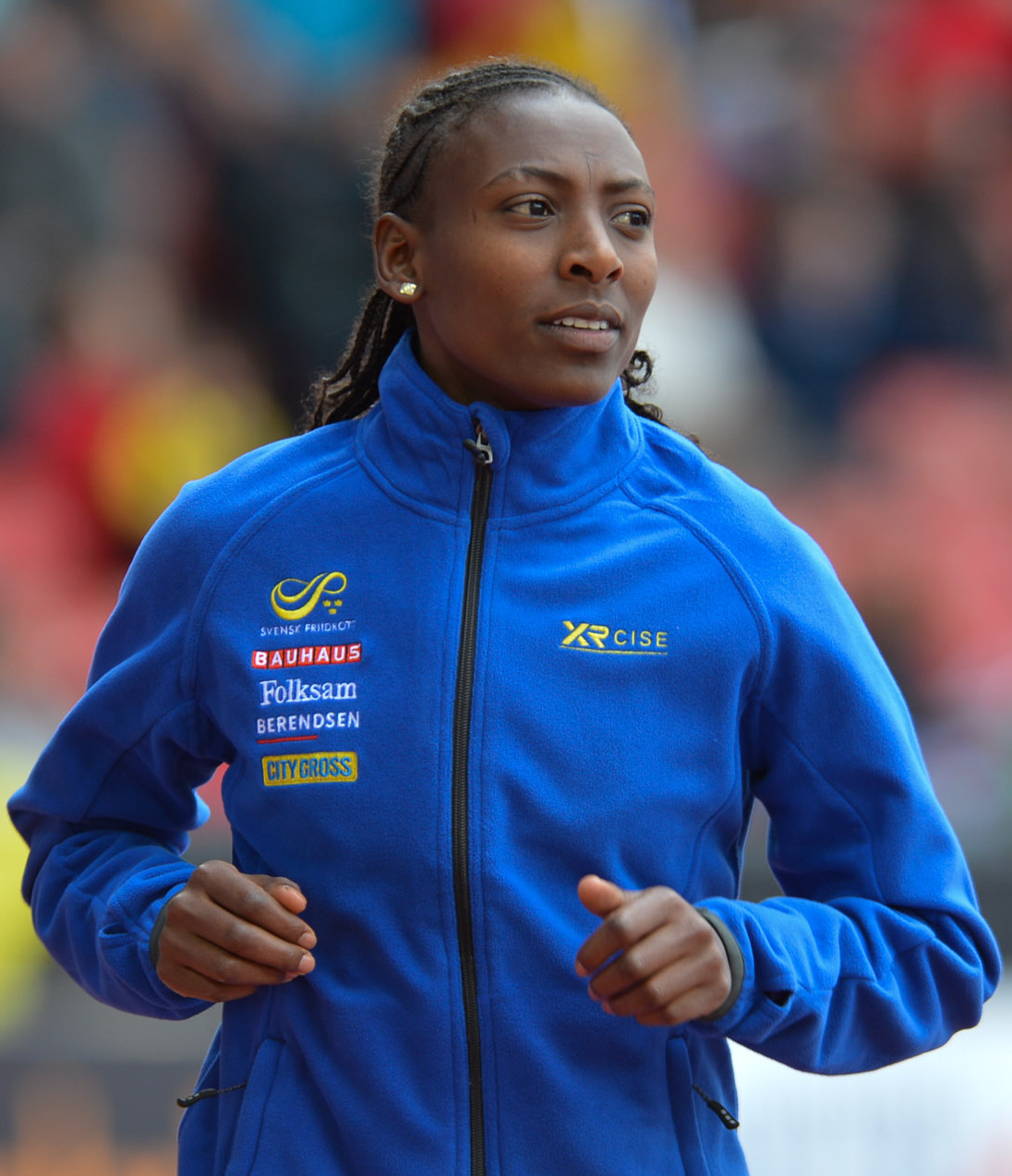
Abeba Aregawi, primatista europea indoor della specialità

Statistiche aggiornate al 15 giugno 2022.
|     | Tempo   | Atleta                  | Luogo           | Data             |
| --- | ------- | ----------------------- | --------------- | ---------------- |
| 1.  | 3'57"91 | Abeba Aregawi           | Stoccolma       | 6 febbraio 2014  |
| 2.  | 3'58"28 | Elena Soboleva          | Mosca           | 18 febbraio 2006 |
| 3.  | 3'59"58 | Laura Muir              | Liévin          | 9 febbraio 2021  |
| 4.  | 3'59"87 | Konstanze Klosterhalfen | New York        | 8 febbraio 2020  |
| 5.  | 4'00"27 | Doina Melinte           | East Rutherford | 9 febbraio 1990  |
| 6.  | 4'00"46 | Sifan Hassan            | Stoccolma       | 19 febbraio 2015 |
| 7.  | 4'00"52 | Jemma Reekie            | New York        | 8 febbraio 2020  |
| 8.  | 4'00"72 | Natalya Gorelova        | Mosca           | 27 febbraio 2003 |
| 9.  | 4'01"26 | Julija Fomenko          | Mosca           | 18 febbraio 2006 |
| 10. | 4'01"77 | Nuria Fernández         | Valencia        | 14 febbraio 2009 |